# Rinus Everaers
M.L. (Rinus) Everaers (Zierikzee, 27 juni 1946) is een Nederlands politicus van de VVD.
Hij begon zijn carrière in de bakkerszaak van zijn vader en werd daarna medewerker op de afdeling algemene zaken en ruimtelijke ordening van de gemeente Westerschouwen. Na een avondstudie ging hij in 1973 werken bij de gemeente Boskoop waar hij begon als medewerker op de afdeling algemene zaken en eindigde als hoofd algemene zaken en loco-gemeentesecretaris. Daarnaast was hij in die periode docent aan de bestuursacademie van Zuid-Holland.
In 1987 werd hij benoemd tot burgemeester van de Zeeuwse gemeente Sluis en per 1 januari 1995 volgde zijn benoeming tot burgemeester van Noord-Beveland. Die gemeente was op die datum ontstaan bij de fusie van de gemeenten Wissenkerke  en Kortgene. Sinds de zomer van 2001 is Everaers de burgemeester van de Noord-Brabantse gemeente Rucphen. Zowel in Sluis als in Noord-Beveland werd hij opgevolgd door Cees van Liere.
Eind 2009 maakte Everaers bekend dat hij per 1 oktober 2010 na 44 jaar werken met vervroegd pensioen wil gaan. In januari 2011 volgde Marjolein van der Meer Mohr hem op als de nieuwe burgemeester.